# Hans Walter Hütter
Hans Walter Hütter (* 15. Dezember 1954 in Mönchengladbach) ist ein deutscher Historiker. Er war von 2007 bis 2021 Präsident der Stiftung Haus der Geschichte der Bundesrepublik Deutschland. Von Februar 2020 bis Ende 2024 war er Vorsitzender des Präsidiums der Stiftung Haus der Geschichte Nordrhein-Westfalen. Seit dem 1. Januar 2025 leitet er die Stiftung als kommissarischer Präsident.

## Leben
Nach einem Studium der Geschichte, klassischen Philologie und Erziehungswissenschaften an der Heinrich-Heine-Universität Düsseldorf legte er 1983 sein Erstes Staatsexamen ab und wurde 1984 bei Peter Hüttenberger promoviert. Im Jahr 1986 legte er sein Zweites Staatsexamen ab und begann, als wissenschaftlicher Mitarbeiter der Stiftung Haus der Geschichte der Bundesrepublik Deutschland (Bonn) zu arbeiten. 1991 wurde er dort stellvertretender Direktor und war von Juni 2007 bis Ende 2021 Präsident und Professor der Stiftung Haus der Geschichte der Bundesrepublik Deutschland.
Von 1975 bis 2007 nahm Hütter in Mönchengladbach zahlreiche Aufgaben als sachkundiger Bürger, Mitglied der Bezirksvertretung und des Stadtrates wahr, zuletzt u. a. als stellvertretender Vorsitzender und kulturpolitischer Sprecher der CDU-Ratsfraktion, als Mitglied im Kuratorium der Vereinigten Städtischen Bühnen Mönchengladbach/Krefeld, als Vorsitzender des Aufsichtsrates der Marketinggesellschaft Mönchengladbach (MGMG) und als Mitglied der Vollversammlung der Euregio Rhein-Maas. Für sein kommunales Engagement wurde er mit dem Goldenen Schöffensiegel ausgezeichnet. Ende Juli 2007 legte er alle kommunalen Mandate und Aufgaben nieder. Er blieb Mitglied der CDU in Mönchengladbach. Seit August 2023 ist er Vorsitzender der Theaterfreunde Mönchengladbach e. V.
Er war bis Ende 2019 Lehrbeauftragter der Rheinischen Friedrich-Wilhelms-Universität Bonn. Er war bis 2023 u. a. Vorsitzender des Museumsbeirats des Zentrums für Militärgeschichte und Sozialwissenschaften der Bundeswehr (ZMSBw), im Wissenschaftlichen Beirat des Hauses der Geschichte Österreich, in der Expertenkommission für die Paulskirche in Frankfurt am Main, im Wissenschaftlichen Beirat für das Hambacher Schloss, im Wissenschaftlichen Beirat und Kuratorium der Dokumentation Obersalzberg und im Kuratorium des Geschichtswettbewerbs des Bundespräsidenten. Hütter ist u. a. Mitglied im Kuratorium des Hauses der Europäischen Geschichte in Brüssel. Seit Januar 2018 ist er Mitglied des Vorstands der Konrad-Adenauer-Stiftung und dort in der Kommission für Zeitgeschichte. Hütter war von 2019 bis 2020 Mitglied der Kommission der Bundesregierung „30 Jahre Friedliche Revolution und Deutsche Einheit“.
Im Februar 2020 berief das Kuratorium der Stiftung Haus der Geschichte Nordrhein-Westfalen in Düsseldorf unter Vorsitz des Landtagspräsidenten André Kuper, MdL, Hütter zum Vorsitzenden des Präsidiums der neuen Museumsstiftung. Gemeinsam mit der ehemaligen Direktorin des LVR-LandesMuseums Bonn, Gabriele Uelsberg, und dem Direktor des Ruhr Museums Essen, Heinrich Theodor Grütter, übt er dieses Amt bis Ende 2024 ehrenamtlich aus. Seit Anfang 2025 leitet er die Stiftung als Präsident kommissarisch.
Hans Walter Hütter ist Träger des Bundesverdienstkreuzes 1. Klasse, das ihm vom Bundespräsidenten Joachim Gauck verliehen und von der Kulturministerin des Landes Nordrhein-Westfalen, Christina Kampmann, am 11. Januar 2017 für sein jahrzehntelanges Engagement in der Kultur überreicht wurde.

## Schriften (Auswahl)
- Mönchengladbach. 11 Gemeinden bilden eine Stadt. Kommunale Neuordnungen im 19. und 20. Jahrhundert (= Beiträge zur Geschichte der Stadt Mönchengladbach. Bd. 20). Stadtarchiv, Mönchengladbach 1984 (Zugleich: Phil. Diss. Universität Düsseldorf).